# أحمد الجوادي
أحمد الجوادي (مواليد 30 مايو 2005، تونس العاصمة) هو سباح تونسي متخصص في المسافات الطويلة لسباحة الحُرّ. بدأ مسيرته المتميزة منذ عمر مبكر، وبرز أولًا في البطولات الإقليمية ثم القارية والعالمية

## التكريم
- الصنف الأوّل من الوسام الوطني للاستحقاق في قطاع الرياضة، 2025

### أبرز إنجازاته:
- بطولة العالم للألعاب المائية (سنغافورة 2025):
  - ذهبية سباق 800 متر سباحة حرة بتوقيت 7:36.88، ما جعله ثالث أسرع سباح في التاريخ بعد الصيني زانغ لين والتونسي أسامة الملولي.
  - ذهبية سباق 1500 متر سباحة حرة بزمن 14:34.41، متفوقًا على الألماني سفين شفارتز صاحب المركز الثاني والأمريكي بوبي فينك صاحب المركز الثالث
- بطولة العالم لحوض قصير (بودابست 2024):
  - ذهبية سباق 1500 متر سباحة حرة
  - برونزية سباق 800 متر سباحة حرة
- بطولة إفريقيا (تونس 2022):
  - ذهبية في السباقين 400 م و1500 م حرة، فضية في 800 م و4×200 متر، وبرونزية في 200 م حرة
- الألعاب الأولمبية باريس 2024:
  - المركز الرابع في سباق 800 متر حرة (توقيت 7:42.83)
  - المركز السادس في سباق 1500 متر حرة

أحمد الجوادي سباح تونسي من مواليد 30 مايو 2005. تحصل على ميدالية ذهبية في سباق 1500 متر سباحة حرة في بطولة أفريقيا للسباحة 2022.

## مواضيع ذات صلة
- بطولة أفريقيا للسباحة 2022